# Demain des hommes (série télévisée)
Demain des hommes est une série télévisée québécoise en dix épisodes de 44 minutes créée par Guillaume Vigneault et mise en ligne le 25 avril 2018 sur ICI TOU.TV, puis diffusée à la télévision du 10 septembre au 19 novembre 2018 sur ICI Radio-Canada Télé.
En France, Suisse et Belgique, la série a été diffusée dès le 3 mars 2021 sur la chaine TV5 Monde.

## Synopsis
Demain des hommes raconte les hauts et les bas d'une équipe de la Ligue de hockey junior majeur du Québec (LHJMQ), les Draveurs de Montferrand.

## Distribution
- Pier-Gabriel Lajoie : Maxime Richer
- Joey Scarpellino : Zach Walker
- Antoine Pilon : Jean-Sébastien Labelle
- Alexandre Bourgeois : Benjamin « Benji » McEwan
- Samuel Gauthier : Théo Landry
- Karl Walcott : Jonathan Sirois
- Trevor Momesso : Oleg Petrenko
- Normand D'Amour : Robert Dion
- Émile Proulx-Cloutier : Stéphane Meunier
- Catherine De Léan : Pascale Deblois
- Roger Léger : Serge Rousseau
- Marianne Fortier : Chloé Bouchard
- Sophie Nélisse : Roxanne Rousseau
- Juliette Gosselin : Noémie Tremblay
- Marguerite D'Amour : Valérie Meunier
- Andréanne Théberge : Audrey
- Alexis Martin : Yvon
- Karyne Lemieux : Johanne Garneau
- Marie-Chantal Perron : Élise Gagnon
- Mahée Paiement : Sarah Rousseau
- Isabelle Guérard : Marie-Hélène Tardif
- Mohsen El Gharbi : Philippe
- Simon Jacob : Félix Meloche
- Jean-Charles Lajoie[4]

## Production

### Développement
La série est annoncée en novembre 2017 pour une diffusion au printemps 2018. Le tournage, qui a duré une cinquantaine de jours, s'est déroulé de l'automne 2017 à l'hiver 2018, notamment à Brossard, Sorel, Laval et L'Île-Bizard. Certaines scènes ont été tournées au centre sportif Léonard-Grondin de Granby.
Le 10 janvier 2019, Guillaume Vigneault annonce que la saison n'aura pas de suite. Les faibles cotes d'écoute et des raisons budgétaires sont les raisons de cette annulation après une seule saison. Radio-Canada devait faire une choix entre deux séries avec des parts de marché comparables. Le diffuseur a préféré accorder une nouvelle saison à Faits divers, pour laquelle il était plus facile d'adapter le format.
Bell Média a voulu accorder une seconde saison à la série, pour une diffusion sur Crave. Toutefois, la pandémie de Covid-19 a mis un terme au projet.
Une adaptation anglophone a également été en développement pour la chaine CBC et devait être intitulée One Game One Dream, mais le projet n'a pas vu le jour pour des raisons budgétaires.

### Fiche technique
- Titre original : Demain des hommes
- Création : Guillaume Vigneault
- Réalisation : Yves Christian Fournier
- Scénario : Guillaume Vigneault
- Musique : Patrick Lavoie et Tire le Coyote
- Producteur : Richard Goudreau
- Sociétés de production : Melenny Productions
- Budget : Entre 700 000 $ et 750 000 $ par épisode[9]
- Pays d'origine :  Québec
- Langue originale : Français
- Format : Couleur
- Genre : Drame
- Nombre de saisons : 1
- Nombre d'épisodes : 10
- Dates de première diffusion :
  - Québec : 25 avril 2018 sur tou.tv Extra ; 10 septembre 2018 à Ici Télé

## Épisodes
Proposée en primeur sur ICI Tou.tv dès le 25 avril 2018, elle est ensuite diffusée du 10 septembre au 19 novembre 2018 à la télévision.

## Récompenses et nominations

### Récompenses
Prix Gémeaux 2019 : Meilleur thème musical - Toutes catégories (Tire le Coyote)

### Nominations
Prix Gémeaux 2019 :
- Meilleurs maquillages/coiffures - Toutes catégories (Stéphanie De Flandre, Jeanne Lafond, Marlène Rouleau)
- Meilleure distribution artistique - Fiction (Murielle La Ferrière, Marie-Claude Robitaille)